# Безсмертні (фільм, 1974)

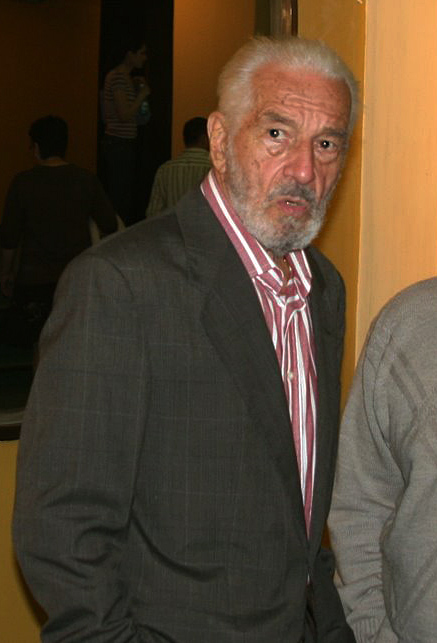
Серджіу Ніколаеску, режисер

«Безсмертні» (рум. Nemuritorii) — фільм румунського режисера Серджіу Ніколаеску 1974 в жанрі історико-пригодницької драми. Картина, ґрунтуючись на художньому вимислі, описує ряд подій, які відбулися після вбивства господаря Волощини і полководця Міхая Хороброго.

## Сюжет
У 1611, через десять років після вбивства Міхая Хороброго, солдати його гвардії продовжують поневірятися Європою, пропонуючи свої послуги як найманці. Дванадцять з них вирішують повернутися додому, на батьківщину. Вони пильно охороняють скриню, що містить скарби Міхая: всі твердо вірять, що одного разу зможуть використати їх для об'єднання Румунії. Тільки командири знають, що це — не більше ніж легенда, а скриня, крім прославленого в боях прапора, наповнена лише камінням.
До загону приєднується капітан Андрей (Ніколаеску), якого, як члена свити Міхая Хороброго, деякі вважають винним в його смерті і державній зраді: в ту ніч він з дозволу господаря залишив свій пост для побачення з черговою дамою. Дуже скоро капітану надається можливість довести свою невинність.
Дорога на батьківщину виявляється довгою і супроводжується битвами з безліччю ворогів: австрійцями, угорцями, турками. Добравшись до одного із замків в горах Волощини, Андрей з товаришами знаходять там збережені гармати і запаси пороху Міхая Хороброго. Тут їх наздоганяє багатотисячний загін з війська Османської імперії. Герої приймають нерівний бій, гинуть один за одним, але одержують важливу моральну перемогу.

## У ролях
- Йон Бесою — Коста
- Серджіу Ніколаеску — капітан Андрей
- Іларіон Чобану — Василь
- Ґеорґе Дініке — маршал Бутнару
- Амза Пелля — Дімітру
- Коля Реуту — Юсуф-паша
- Жан Константин — Скурту

## Прийом у глядачів і критика
У Румунії фільм користувався величезним успіхом. Його подивилися майже 7,3 мільйона глядачів, що є 11 результатом за всю історію національного кінематографа.
Румунський кінокритик Тудор Каранфіл дав до картини наступний коментар: "1611, 13 лицарів бродять по Європі в надії втілення політичного ідеалу свого колишнього правителя — незалежності. Повернувшись додому, вони виявили, що новий правитель не поділяє їхні мрії. Вражаюче поєднання комізму іноді з гротеском, іноді з жахом ".

## Додаткові факти
- Режисер Серджіу Ніколаеску згадує, що ідея про 13 безсмертних героїв прийшла йому ще в 1971. За задумом вони з'являються завжди там і тоді, коли це необхідно, і є прикладом мужності і самопожертви. Крім того, він стверджує, що деякі ідеї і персонажі фільму «Горець» з Крістофером Ламбертом були запозичені з цієї його картини.

- Протягом фільму там звучать композиції культової для Румунії того періоду рок-групи «Transsylvania Phoenix». Їх використання довелося відстоювати, оскільки незадовго до зйомок один з членів групи іммігрував з країни. Більш того, після неповернення колективу з гастролей по Західній Німеччині в 1977 його назва була видалена з титрів. У 2005 лідер групи Ніку Ковач подав позов до суду відразу на кілька кіноорганізацій за невиплату йому гонорару від трансляції та прокату фільму «Безсмертні» за кордоном за минулі роки. Розмір компенсації був визначений в 60 тисяч доларів США. Тільки через шість років у 2011 йому вдалося отримати 6000 румунських леїв.